# Winnie-the-Pooh - Tutto sangue e niente miele
Winnie-the-Pooh: Tutto sangue e niente miele (Winnie-the-Pooh: Blood and Honey 2) è un film horror del 2024 diretto, co-scritto, co-prodotto e co-montato da Rhys Frake-Waterfield.
Il film è il sequel di Winnie-the-Pooh - Sangue e miele (2023) ed il secondo film del Twisted Childhood Universe.

## Trama
La storia inizia con una voce narrante che racconta ciò che accadde poco dopo la fine del primo film: dopo che Christopher Robin fugge dal Bosco dei Cento Acri, ritorna nella sua città d'infanzia, Ashdown, per cercare aiuto. Diversi giorni dopo, i cadaveri di Maria e delle sue amiche vengono recuperati dal bosco, ma si ritiene che Christopher sia responsabile, infatti nessuno crede alla sua storia sulla follia omicida di Winnie-the-Pooh. Il ragazzo è ora diventato un emarginato a causa della reazione negativa della città, ma poche persone, tra cui la sua famiglia e la sua amica Lexy, gli credono e non pensano che sia un assassino. Nonostante tutto, perde il lavoro come medico e va dalla sua ipnoterapeuta, Mary, per affrontare il trauma infantile quando suo fratello gemello Billy è stato rapito e mai più visto. Nel frattempo, Pooh e Pimpi (sopravvissuto ai colpi di maglio di Alice, una delle amiche di Maria uccise nel Bosco dei Cento Acri), si riprendono dagli eventi del primo film. A causa di alcune persone che credono alla storia di Christopher, sono scoppiate rappresaglie. La gente furiosa per quello che essi hanno fatto, ai loro cari, hanno iniziato a perseguitarli ed a bruciare tutti i boschi dando loro la caccia per vendicarsi. I due allora sono costretti a nascondersi con Tigro ed Uffa. Ormai tutto il gruppo ha abbandonato il giuramento di non parlare mai più fatto anni prima ed hanno cambiato radicalmente aspetto: a Pooh hanno ripreso a crescere i peli sul corpo ed il volto è più animalesco e magro, mentre Pimpi ha una faccia più maialesca ed un corpo più in carne. La voce narrante rivela che, inconsapevolmente, sia Pooh che Christopher stanno attraversando lo stesso ostracismo: entrambi sono odiati e indesiderati, e dovevano cambiare per poter sopravvivere. La cosa certa è che nulla li avrebbe fermati e che la strada che essi percorrerebbero sarebbe lastricata di vittime.
Una sera, l'orso ed Uffa massacrano Alice, Jamie e Mia, tre ragazze dell'università in un camper: la prima viene impalata, la seconda viene bruciata viva, e la terza viene finita da Pooh, che le rompe le gambe e le braccia prima di metterle la testa in una trappola per orsi. Una volta tornati nella loro caverna, Uffa tenta di convincere Winnie ad invadere Ashdown per evitare ogni pericolo di essere scoperti ed attaccati. Il giorno dopo, tuttavia, vengono assaliti da tre cacciatori, che uccidono Pimpi, facendogli saltare la testa, ma muoiono per mano di Uffa e Pooh. Uno di essi sopravvive, anche se con il volto orribilmente sfregiato, e torna in città, dove viene ricoverato in ospedale. Christopher apprende la notizia, mentre Uffa fa a pezzi un uomo che si era avventurato con suo figlio nel Bosco dei Cento Acri, dato che ormai ha convinto Pooh a venire allo scoperto insieme a Tigro. Il ragazzo parla col cacciatore e poi torna con Mary per un'altra ipnoterapia che gli fa ricordare la sua infanzia ed il momento in cui Billy venne rapito da un uomo, il quale si rivela essere Mark Cavendish, il custode dell'ospedale, che cerca anche lui di affrontare il proprio trauma personale. Egli rivela a Christopher che lui lavorava per il dottor Gallup, uno scienziato pazzo che l'ha costretto a rapire bambini intorno ad Ashdown per esperimenti in cui avrebbero mischiato il DNA umano con quello animale. Fallito l'esperimento, essi sono stati sepolti fuori la città e sono finiti per tornare come ibridi metà animali e metà umani. Billy era tra le vittime ed è resuscitato come Pooh. Quando Cavendish si suicida per senso di colpa sparandosi in bocca, Christopher decide di avvertire l'intera città dell'imminente attacco dell'orso, ma deve affrontare il ridicolo e lo scetticismo.
Quella stessa notte, Pooh, Tigro ed Uffa s'imbarcano in una furia omicida ad Ashdown. L'orso attacca dapprima Lexy, che però riesce a fuggire, Uffa uccide Finn, l'amico d'infanzia di Christopher, vomitandogli in faccia dell'acido. Pooh, intanto che Lexy chiama Christopher per spiegargli la situazione, arriva a casa dei genitori del ragazzo, Alan e Daphne, uccidendoli e rapendo successivamente sua sorella minore Bunny. Christopher si reca ad un rave party in un magazzino, dove Tigro e Pooh attaccano ed uccidono brutalmente diversi partecipanti alla festa. Christopher accorre ad aiutare una ragazza lesionata ma viene sorpreso da Tigro, che lo riconosce e si prepara ad attaccarlo. Tuttavia, il ragazzo spara alla tigre, ferendola gravemente, che poi riesce a fuggire. Pooh, dopo aver ucciso un tipo in un generatore di corrente, s'imbatte in Christopher e lo insegue nel bosco con una motosega, fermandosi improvvisamente non appena riconosce il luogo esatto in cui era risorto decenni prima. Il ragazzo lo chiama improvvisamente Billy, implorandolo di perdonarlo per non essere riuscito a proteggerlo.
Apparentemente, l'orso ricorda la sua infanzia con Christopher, ma decide di ucciderlo per averli abbandonati e per aver causato la morte di Ih-Oh, cannibalizzato in passato. Improvvisamente, accorre Lexy che spinge a terra Pooh, ma quest'ultimo si rialza e cerca di trascinarle la testa sulla motosega. Christopher raccoglie un'ascia e si avventa furiosamente sull'orso, il quale, non tentando nemmeno di difendersi, mormora "Oh, rabbia" prima che la sua testa venga spaccata a metà dal ragazzo, il quale si riunisce poi con Bunny in macchina. Uffa, restando l'unico sopravvissuto insieme a Tigro, recupera i corpi di Pooh e Pimpi, essi improvvisamente cominciano a rigenerarsi.
Nei titoli di coda del film, si vedono diversi disegni di un Efelante, Tappo, Bambi, Peter Pan, Pinocchio ed altri personaggi.

## Produzione
Il 1º giugno 2022, Frake-Waterfield ha annunciato, in un'intervista rilasciata al sito web Dread Central, l'interesse nel creare un sequel e renderlo "più folle ed estremo", cui ha fatto seguito, tra l'8 e l'11 settembre 2023, mese in cui sono terminate le riprese, l'uscita delle immagini teaser di Uffa e Tigro, assenti nel primo film. A inizio novembre, è uscita la prima immagine, invece, di Pooh, il cui aspetto è stato interamente riconfigurato rispetto al primo film per renderlo più realistico e spaventoso: la maschera e il trucco per il sequel sono costati infatti oltre ventimila dollari, contro i 770$ del costume del primo film. Inoltre, i personaggi hanno più dialogo rispetto al precedente lungometraggio (Tigro ed Uffa ancora non c'erano). Pooh, infatti, alla fine di quest'ultima pellicola, disse un'unica frase, cioè "Me ride" ("Sei andato via" in originale).

## Promozione
Il primo trailer ed il poster del film sono stati diffusi il 5 febbraio 2024.

## Distribuzione
Il film è stato distribuito nelle sale statunitensi il 26 marzo 2024. In Italia, come per il film precedente, è stato distribuito dalla Plaion per il mercato home video il 17 luglio.

## Accoglienza

### Incassi
Il film ha incassato globalmente poco più di 7,5 milioni di dollari.

### Critica
Su Rotten Tomatoes il 46% delle 41 recensioni critiche è positivo, con un voto medio di 4.6/10.

## Sequel
Il 18 marzo 2024, venne annunciato un universo condiviso intitolato The Twisted Childhood Universe, che comprende Winnie-the-Pooh - Sangue e miele, Winnie-the-Pooh - Tutto sangue e niente miele, Peter Pan - Incubo nell'isola che non c'è, Bambi: The Reckoning, Pinocchio: Unstrung ed il film crossover Poohniverse - Monster Assemble, dove questi ultimi tre sono previsti per il 2025. È stato annunciato che un terzo film è in lavorazione, col titolo di Winnie-the-Pooh - Sangue e miele 3, previsto per il 2026. Avrà un budget maggiore rispetto a quello del film precedente, e avrà come antagonisti principali Tappo, gli Efelanti, le Noddole, Kanga e Ro.